# Ilja Marsov
Ilja Sergejevitj Marsov (ryska: Илья Сергеевич Марсов), född 1 januari 1998 i Vologda, är en rysk sportskytt.

## Karriär
Marsov började med sportskytte 2009. Vid junior-EM i 10 meter luftvapen 2017 i Maribor tog han brons tillsammans med Andrej Golovkov och Roman Mailkov i lagtävlingen i 10 meter luftgevär. Vid junior-VM 2017 i Suhl tog Marsov brons tillsammans med Andrej Golovkov och Jevgenij Isjtjenko i lagtävlingen i 50 meter liggande gevär.
Vid junior-EM i 10 meter luftvapen 2018 i Győr tog Marsov guld i 10 meter luftgevär samt guld i lagtävlingen tillsammans med Denis Gontjarenko och Grigorij Sjamakov. Han tog även silver i mixedklassen tillsammans med Daria Boldinova. Vid junior-VM 2018 i Changwon tog Marsov brons tillsammans med Grigorij Sjamakov och Denis Gontjarenko i lagtävlingen i 10 meter luftgevär.
Vid EM i 10 meter luftvapen 2025 i Osijek tog Marsov silver i 10 meter luftgevär.